# 青葉哲郎
青葉 哲郎（あおば てつお、男性）は、東京都出身のマーケティングコンサルタント。

## 略歴
ジャスコ（現イオン）入社。マイクロソフトでトップセールスを経て、最年少プロダクトマネージャに就任し、米国ソフトウェアのローカライズ、MSN事業開発など担当。インテリジェンス、リクルートグループでマーケティング部門の責任者を務め、2009年にマーケティングコンサルティング会社サイコスを設立。
- 明治大学政治経済学部卒業。同年、ジャスコ （現イオン）入社。
- 1995年、当時ベンチャー企業だったマイクロソフト日本法人にリテールセールスとして入社。トップセールスを経て、世界最年少プロダクトマネージャに。米国ソフトウェアのローカライズ、MSNメディア事業開発など担当。
- 2001年インテリジェンスに入社。マーケティング部を設立し、企業スローガン「はたらくを楽しもう」で同社を転職ブランド１位に。その後、営業部門とコンサルタント部門100名を統括する統括部長に就任。金融、IT、メディカルの各部門と地方拠点を担当。
- 2008年リクルートエージェント（現リクルートキャリア）入社。「転職に人間力を」で新ブランドを立ち上げ、コスト減と広告効果の最適化で成功を収める。同年10月リクルートに出向。
- 2009年11月 サイコス株式会社を設立。

## 著書
- 『宣伝会議の基礎シリーズ　現代宣伝・広告の実務』宣伝会議（第1章マーケティングの理論と実務 執筆）
- 『デジタルマーケターが読むべき100冊+α』翔泳社（書評寄稿)

## 執筆・連載

### 雑誌
- 宣伝会議 2013年3月1日号「現代宣伝・広告の実務 第1回マーケティングの理論と実務～マーケティングとは何か」
- 月刊事業構想 2012年6月20日創刊プレ号「熱狂的なファンを作る次世代マーケティング　米国小売業「トレーダージョーズ」型破りの経営から学ぶ成功の秘訣」
- 日経ネットマーケティング 2009年11月号「事例研究 リクルートエージェント「mixi内リターゲティングで離脱者を6分類 広告最適化でCPAは平均の2割にも」」

### ウェブ
- 翔泳社 MarkeZine連載 「マーケティング・プロフェッショナルズ」マイクロソフト、リクルート、花王、無印良品、スタートトゥデイ（ZOZOTOWN)、ベネッセコーポレーション、資生堂、サントリー、日産、西友、エステーのマーケティング責任者との対談
- ダイヤモンド・オンライン マネジングボード連載 「Keep Watch! 時代の空気を経営のヒントに」
- 宣伝会議アドタイ連載「マーケティングからイノベーションを起こすために。」
- 翔泳社MarkeZine連載「広告、マーケティング業界で働くあなたの悩みをズバッ！青葉哲郎のズビズバ！相談室」

## 対談・インタビュー
- ビジネス＋IT マーケティングテクノロジーフェア2015講演レポート「ANAのトリプルメディア戦略、日産のカスタマージャーニーとプライベートDMPの考え方」（2015年3月4日）
- オデッセイコミュニケーションズインタビュー「リレー★エッセイ～あなたにとって仕事・働くこととは？」（2012年5月）
- 翔泳社 MarkeZine「2012年注目トピックはコレだ！デジタル・マーケティングの先駆者達に聞きました」（2012年1月5日）
- 翔泳社 MarkeZine「冬休みに読んでおきたい、お薦めのマーケティング書籍を著者・講演者の方々に聞きました！」(2011年12月23日)
- 翔泳社 MarkeZine「デジタル・マーケティング業界の先駆者達が選んだ、 2011年上半期三大ニュース」（2011年6月28日）
- 翔泳社 MarkeZine「MarkeZineDay2010講演レポート「広告を見える化し、ROI型組織へ」 マーケティング部長が知っておきたい、ROIを向上させるポイント」(2010年11月17日)
- INTERNETCOM「Microsoft Office 2010」のマーケティング戦略とは？―サイコス青葉氏が訊く前編（2010年7月20日）
- INTERNETCOM「Microsoft Office 2010」のマーケティング戦略とは？―サイコス青葉氏が訊く後編（2010年7月21日）
- INTERNETCOM「Microsoft Office 2010」のマーケティング戦略とは？【パート1】―サイコス青葉氏が訊く（2010年7月5日）
- INTERNETCOM「Microsoft Office 2010」のマーケティング戦略とは？【パート2】―サイコス青葉氏が訊く（2010年7月6日）
- INTERNETCOM「Microsoft Office 2010」のマーケティング戦略とは？【パート3】―サイコス青葉氏が訊く（2010年7月7日）
- 翔泳社MarkeZine「マーケティング・ロックスターは生まれるのか？」（2010年3月19日）
- INTERNETCOM「10周年記念 インターネットコムマーケティングセミナー ～ROI を最適化するパフォーマンスマーケティングの最前線～マーケティング最適化の2つの鍵は、全体俯瞰することと、徹底したターゲティング」インタビュー（2009年12月）
- ITmedia「経営戦略と結び付かないWeb構造改革は失敗する」（2009年11月20日）
- INTERNETCOM「SEO、リスティング…基本を徹底実践したWebマーケティングでコスト削減と会員拡大を両立―リクルートエージェントマーケティング部門の取り組み」（2009年10月6日）
- Microsoft Advertising　Microsoft Advertising国内事例「コンバージョン追求とブランディングは両輪。目的に応じたWEB広告の使い分け（2009年6月24日）

## 講演・セミナー
- 宣伝会議「インターネットマーケティング基礎講座」講師（2010年2月15日～）
- マーケティングテクノロジーフェア2015「マーケティングイノベーション2015～先端企業のデジタルプラットフォーム戦略」全日本空輸（ANA） 西村氏、日産自動車 小暮氏と登壇（2015年1月29日）
- マーケティングテクノロジーフェア2014「マーケティング・イノベーション2014～西友・日産自動車が目指す、新・顧客関係性マーケティング」西友 富永氏、日産自動車 小暮氏と登壇（2014年1月30日）
- アクセス解析イニシアチブ（財）川崎市産業振興財団主催、翔泳社MarkeZine協力 「ウェブビジネス最適化セミナー　小さなチームで大きな成果～1の力を10倍にする、戦略構築とデータ分析の勘どころ～」（2010年12月7日）
- 翔泳社MarkeZineDay2010「新任マーケティング部長でもできる！実践・マーケティングROIへの道」（2010年10月1日）
- INTERNETCOM「10周年記念インターネットコム・マーケティングセミナー」（2009年12月16日）